# Житомиргаз
АТ «Житомирга́з» — акціонерне товариство зі штаб-квартирою в місті  Житомир, яке займається розподілом газу у більшості районів та міст обласного значення Житомирської області.

## Історія
У 1955 році створено виробничо-експлуатаційну контору «Житомиргаз». У 1975 році створено Житомирське виробниче об'єднання газового господарства «Житомиргаз» (Наказом міністра житлово-комунального господарства УРСР від 05.09.1975 р.), а виробничо-експлуатаційні контори реорганізовано у виробничі управління газового господарства. 1986 року створено Житомирське управління газового господарства, яке об'єднало служби внутрішньобудинкового газового обладнання, аварійно-диспетчерську, підземних газопроводів, частину автотранспорту. У 1993 році виробниче об'єднання «Житомиргаз» перетворено на державне підприємство з газифікації та газопостачання «Житомиргаз». Відокремлено Коростишівське управління та створено ДП «Коростишівгаз». У 1994 році державне підприємство «Житомиргаз» шляхом корпоратизації перетворено у ВАТ «Житомиргаз» (наказ Державного комітету України по нафті і газу).
До червня 2023 року «Житомиргаз» належав ПрАТ «Газтек», фактичним власником підприємства був Дмитро Фірташ.
29 червня 2023 року АТ «Житомиргаз» перейшло під державне управління групи компаній «Нафтогаз України».

## Структура
- Бердичівське відділення;
  - Любарська дільниця;
  - Чуднівська дільниця;
- Коростенське відділення;
  - Хорошівська дільниця;
  - Лугинська дільниця;
  - Олевська дільниця;
- Малинське відділення;
  - Радомишльська дільниця;
- Новоград-Волинське відділення;
  - Баранівська дільниця;
  - Ємільчинська дільниця;
  - Романівська дільниця;
  - Пулинська дільниця;
- Овруцьке відділення;
  - Народицька дільниця
- Попільняцьке відділення;
  - Андрушівська дільниця;
  - Брусилівська дільниця;
  - Ружинська дільниця[5].

## Рослідування
5 жовтня 2023 року, за повідомленням Бюро економічної безпеки України (БЕБ), одному з екскерівників АТ «Житомиргаз» обрано запобіжний захід у вигляді тримання під вартою з альтернативною сумою застави понад 40 млн грн. Колишній голова правління АТ «Житомиргаз» підозрюється у вчиненні кримінальних правопорушень, передбачених ч. 2 ст. 27, ч. 5 ст. 191, ч. 2 ст. 27, ч. 3 ст. 209 КК України (привласнення, розтрата майна або заволодіння ним шляхом зловживання службовим становищем в особливо великих розмірах та легалізація майна, одержаного злочинним шляхом). В рамках кримінального провадження детективи БЕБ України отримали докази розкрадання газу із газотранспортної системи України (ГТС). Підтверджена сума збитків завданих державі – понад 130 млн грн.